# Slaka distrikt
Slaka distrikt är ett distrikt i Linköpings kommun och Östergötlands län. 
Distriktet ligger sydväst om Linköping. 

## Tidigare administrativ tillhörighet
Distriktet inrättades 2016 och utgörs av en del av området som till 1971 utgjorde Linköpings stad, delen som före 1967 utgjorde Slaka socken.
Området motsvarar den omfattning Slaka församling hade vid årsskiftet 1999/2000.